# Hartola
Hartola (schwedisch: Gustav Adolfs) ist eine Gemeinde in Südfinnland. Sie liegt rund 80 km nordöstlich der Stadt Lahti inmitten der finnischen Seenplatte.

## Geschichte
Hartola wurde 1398 erstmals urkundlich erwähnt und gehörte bis zur kommunalen Selbständigkeit 1784 zum Kirchspiel Sysmä. Die neu geschaffene Gemeinde wurde durch einen königlichen Erlass Gustav III. nach dem schwedischen Thronfolger Gustav Adolf benannt. Der Namenspate soll die Gemeinde nach seiner Thronbesteigung Anfang des 19. Jahrhunderts besucht haben. Seit 1987 nennt sich Hartola offiziell, wenn auch eher scherzhaft, „Königreich“ (finnisch kuningaskunta). Vom Reichtum der adligen Grundbesitzer – insbesondere der Familie Tanderfelt – zeugen noch heute mehrere prächtige Gutshöfe, vor allem das zu einem Museum umgewandelte Anwesen Koskipää.
Hauptwirtschaftszweig ist heute die holzverarbeitende Industrie, die vor allem Hausbauteile fertigt, wichtige Arbeitgeber sind weiterhin die Gemeinde selbst sowie der Handel.

## Wappen
Beschreibung des Wappens: „Im roten Schild zwei kreuzweise gestellte goldenen Fackeln mit silberner Flamme über denen eine Rangkrone mit Kleeblattzinken in Gold schwebt“.

## Sehenswürdigkeiten
Die Granitkirche von Hartola wurde 1911–1913 von Josef Stenbäck im Stil der finnischen Nationalromantik erbaut; der Bau zeigt deutlich den Einfluss des Jugendstils, wird aber von neugotischen Formen dominiert. Die bemalten Kirchenfenster wurden vom deutschen Künstler Heinrich Schiffers gestaltet.